# Miss Elizabeth
Elizabeth Ann Hulette (19. november 1960 – 1. maj 2003), bedst kendt under ringnavnet Miss Elizabeth var en amerikansk manager inden for wrestling. Hun blev kendt verden over i 1980'erne og 1990'erne som manager for en række forskellige wrestlere, især sin daværende mand Randy Savage, i World Wrestling Federation og World Championship Wrestling. 
Hulette mødte Randall Poffo, en amerikansk wrestler, der wrestlede under ringnavnet "Macho Man" Randy Savage, mens de begge arbejdede hos International Championship Wrestling. I 1985 skrev de begge kontrakt med World Wrestling Federation, hvor hun blev hans manager. På tv-skærmen blev hun kaldt for hans kæreste og derfor Miss Elizabeth, men i virkeligheden var de to gift. I 1988 blev hun også manager for Hulk Hogan, hvilket i 1989 fik de to wrestlere til at blive uvenner. I 1992 blev Randy Savage og Miss Elizabeth skilt.
I 1996 skrev Miss Elizabeth kontrakt med World Championship Wrestling, hvor Randy Savage også arbejdede. Hun startede som manager for Hulk Hogan og Randy Savage, der var blevet gode venner igen, men kort efter vendte hun dem begge ryggen og blev manager for rivalen Ric Flair og gruppen IV Horsemen. I 1997 blev Miss Elizabeth medlem af gruppen nWo og blev derved genforenet med både Hogan og Savage. Hulette arbejdede for WCW indtil 2000. 
Hulette blev fundet bevidstløs af sin nye kæreste, wrestleren Lex Luger, i 2003. Hun blev erklæret død, da ambulancefolkene ankom. Hun døde af en overdosis.